# إسحاق حلمي
إسحاق حلمي (يوليو 1901 - 5 نوفمبر 1980) سباح مصري من مواليد قرية بكفر العلو بمحافظة الجيزة. يعتبر أول سباح مصري يعبر المانش عام 1928 نال نوط الجدارة من الملك فؤاد الأول ونال وسام الاستحقاق من الرئيس محمد أنور السادات. وهو أول مصري يرأس بعثة مصر في سباق كابري نابولي عام 1966. لقب برائد السباحة الطويلة وعميد السباحين المصريين وأطلق عليه الإنجليز لقب فرعون النيل. توفى في 5 نوفمبر 1980. 